# Исраэлов, Ор
Ор Алон Исраэлов (ивр. אור אלון ישראלוב‎; род. 2 сентября 2004, Шохам, Израиль) — израильский футболист, защитник клуба «Хапоэль» (Тель-Авив). Участник Олимпийских игр 2024 года.

## Клубная карьера
Начал карьеру в тель-авивском «Хапоэле». В чемпионате Израиля дебютировал 25 декабря 2021 года в матче против «Ирони» их Кирьят-Шмоны (2:0). Всего за команду отыграл три сезона, проведя в футболке «Хапоэля» в чемпионате 32 игры и забив 1 мяч.

## Карьера в сборной
С 2021 года выступал за юношескую сборную Израиля до 19 лет. На чемпионате Европы 2022 года в Словакии, израильтяне дошли до финала, где уступили Англии (1:3). Исраэлов также защищал цвета Израиля на молодёжном чемпионате мира 2023 года в Аргентине, где команда финишировала третьей.
В 2024 году Гай Лузон включил Исраэлова в состав сборной страны для участия в Олимпийских играх в Париже.

## Достижения
- Финалист чемпионата Европы среди юношей до 19 лет: 2022